# 제임스 보스웰

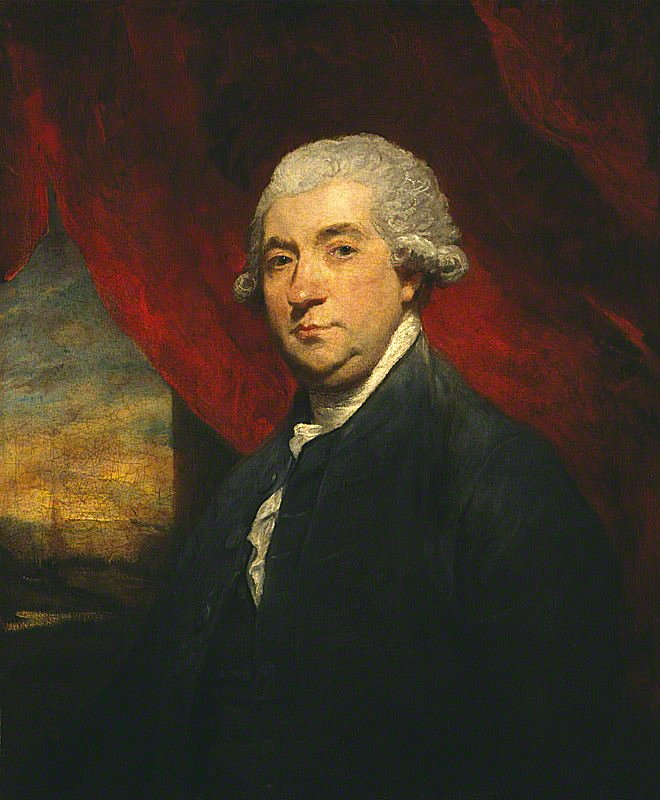

제임스 보스웰 ( James Boswell, 9th Laird of Auchinleck ; 1740년 10월 29일 - 1795년 5월 19일 ) 은 스코틀랜드 출신의 전기 작가이다.  영어로 쓰여진 전기작품 중에 가장 훌륭한 작품을 남긴 것으로 유명하다.

## 새뮤얼 존슨의 전기
1791년에 <새뮤얼 존슨의 삶> 이 출간되었는데, 글의 스타일은 그 당시 전기작품에 비해 독특하다는 평을 받았다.  존슨의 공적인 삶을 사실에 기초한 기록을 쓰기 보다는 그 당시 전기작품에 유행하였던 것보다더 더 개인적이고 밀접한 자화상을 그렸다.